# Leptocentrus auricomus
Leptocentrus auricomus är en insektsart som beskrevs av Capener 1966. Leptocentrus auricomus ingår i släktet Leptocentrus och familjen hornstritar. Inga underarter finns listade i Catalogue of Life.